# أرييه بيبي
أرييه بيبي ( بالعبرية : אריה ביבי )، سياسي إسرائيلي من أصل عراقي من مواليد بغداد، 28 أبريل 1943 ، و شغل منصب عضو في الكنيست الإسرائيلي عن حزب كاديما بين عامي 2009 و 2013.

## السيرة الذاتية
ولد في بغداد في العراق في عام 1943، هاجر مع عائلته إلى إسرائيل عام 1950. بدأ خدمته العسكرية في لواء المظليين، ومن ثم أصبح قائدً ل«قطاع غزة». وحصل على شهادة البكالوريوس في التاريخ الإسرائيلي.
التحق بعد تخرجه بالشرطة الإسرائيلية ،وتدرج في مناصبه، وشغل منصب قائد شرطة منطقة اليركون ومن ثم مدينة القدس ، حتى أصبح القائد العام لشرطة أسرائيل، ومن ثم مدير عام مصلحة السجون الإسرائيلية بين عامي 1993 و 1997. وترأس أيضا سلطة مكافحة المخدرات في البلاد.
قبل انتخابات عام 2009 في إسرائيل كان ترتيبه 26 على قائمة حزب كاديما التي شاركت في الانتخابات البرلمانية الإسرائيلية ولكنه فاز في الانتخابات ودخل الكنيست الإسرائيلي فيما فاز الحزب بـ 28 مقعداً. وقبل وقت قصير من انتخابات 2013 غادر بيبي حزب كاديما لينضم إلى حزب الليكود، و وضع في التسلسل 63 على قائمة إسرائيل بيتنا، وخسر مقعده بعدما فاز تحالف الليكود بـ 31 مقعداً فقط.
يعيش بيبي حاليا في بتاح تكفا ، وهو متزوج وله أربعة أطفال. وقال انه هو والد موشيك بيبي، رئيس كتلة كاديما في الكنيست.

## وصلات خارجية
- اليوتيوب -مقابلة مع عضو الكنيست أرييه بيبي
- موقع مرمرة-عضو الكنيست ارييه بيبي: " ساعمل على تمديد رئاسة زوهر لمجلس طرعان المحلي"
- بيانات أرييه بيبي على موقع الكنيست الإسرائيلي